# Pontadhó
Pontadhó är en ort i Mexiko.   Den ligger i kommunen Metztitlán och delstaten Hidalgo, i den sydöstra delen av landet, 120 km norr om huvudstaden Mexico City. Pontadhó ligger 2 380 meter över havet och antalet invånare är 234.
Terrängen runt Pontadhó är kuperad åt sydväst, men åt nordost är den bergig. Pontadhó ligger uppe på en höjd. Runt Pontadhó är det ganska glesbefolkat, med 42 invånare per kvadratkilometer. Närmaste större samhälle är Santiago de Anaya, 13,6 km sydväst om Pontadhó. Trakten runt Pontadhó består i huvudsak av gräsmarker.